# Krausberry
Krausberry je blues-rocková a hard rocková skupina založená zpěvákem Martinem Krausem v roce 1984 poté, co opustil skupinu Bluesberry.
V roce 1991 se členové Krausberry rozešli kvůli neuspokojené podnikatelské činnosti, ale po pěti letech se skupina znovu zformovala a vydala jejich asi nejúspěšnější album Šiksa a gádžo, narážející na tehdejší rasové problémy.

## Diskografie
- LP Krausberry (1989)
- #### stačí drahoušku (1991)
- Na větvi (1996)
- Šiksa a gádžo (1998)
- Na Hrad! (2002)
- Nálada (2007)
- Živě v Malostranské besedě (2014)
- 31LET (2015)
- Poslední nádražák (2022)